# Dasysphaera lanata
Dasysphaera lanata är en amarantväxtart som beskrevs av Ernest Friedrich Gilg. Dasysphaera lanata ingår i släktet Dasysphaera, och familjen amarantväxter. Inga underarter finns listade i Catalogue of Life.